# تيري نوريس (ممثل)
تيري نوريس (بالإنجليزية: Terry Norris)‏ هو سياسي وممثل أسترالي، ولد في 9 يونيو 1930 في أستراليا.

## وصلات خارجية
- تيري نوريس على موقع IMDb (الإنجليزية)
- تيري نوريس على موقع ديسكوغز (الإنجليزية)
- تيري نوريس على موقع قاعدة بيانات الفيلم (الإنجليزية)